# Otto Steiger (economista)
Otto Steiger (Dresde, 12 de diciembre de 1938 - 17 de enero de 2008) fue un profesor de economía y matemáticas en el Instituto económico (IKSF) en la Universidad de Bremen. En 2006, recibió el  Premio William K. Kapp por la Fundación de Kapp y la Asociación Europea de economía política evolutiva por sus trabajos sobre una forma intermedia entre propiedad individual y propiedad del estado. 

## Biografía
Nacido en la ciudad sajona de Dresde, realizó sus estudios superiores en economía e historia económica en la Universidad Libre de Berlín y la Universidad de Upsala, respectivamente. 

## Escritos
- Economía de la propiedad: en las fundaciones de interés, dinero, mercados, ciclos de negocio y desarrollo económico , Routledge, con Gunnar Heinsohn, 2013.

- Marx y Keynes: la propiedad privada y dinero , de 1997, con Gunnar Heinsohn

- El fundamento de la propiedad de franquicias , 2006.

- Suecia: una guía de viajes al día , de 1999, con Gerhard Lemmer, Birgit Krämer.

- Einen Dieb Fangen, 1995.